# Seravezza

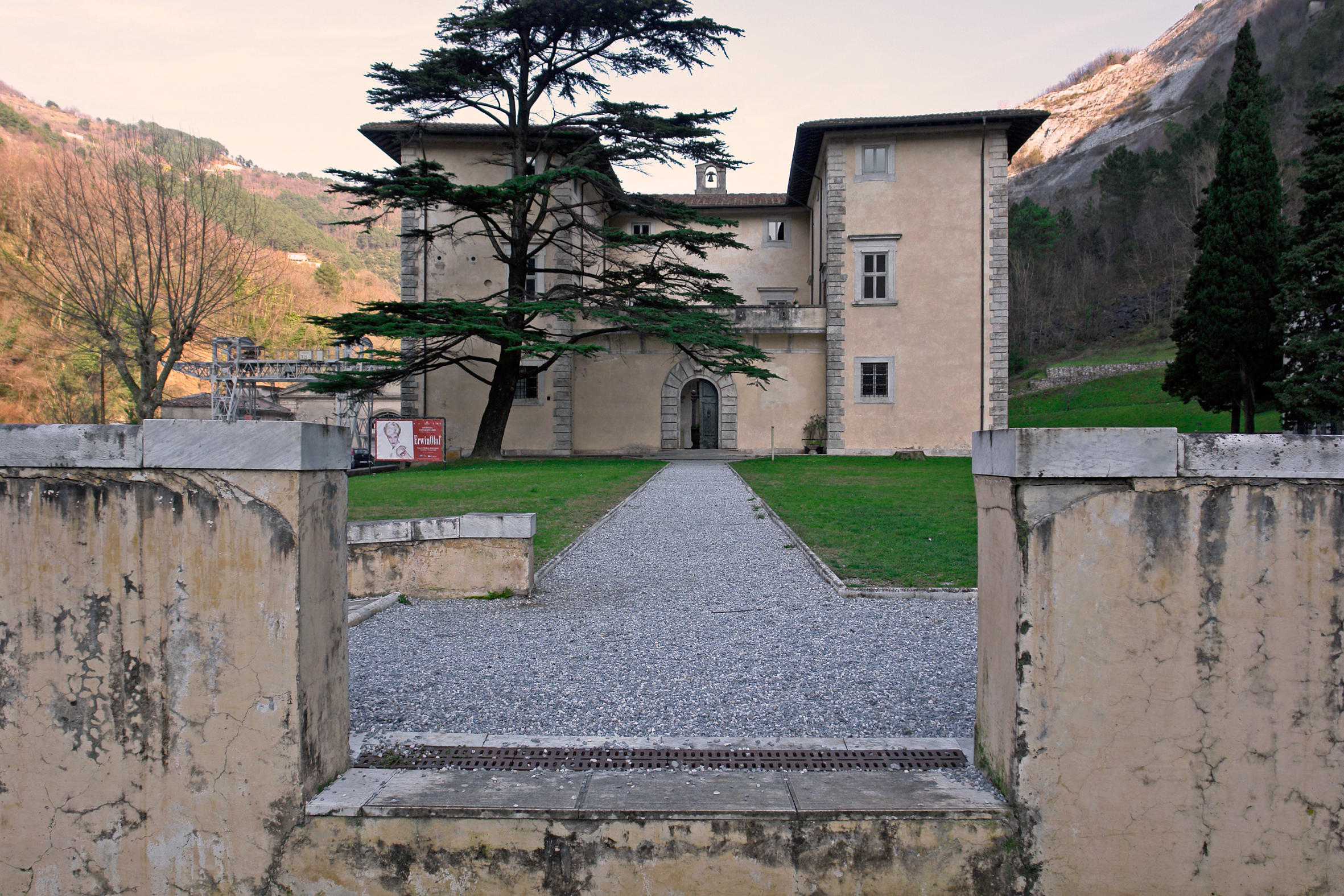
Palazzo Mediceo.

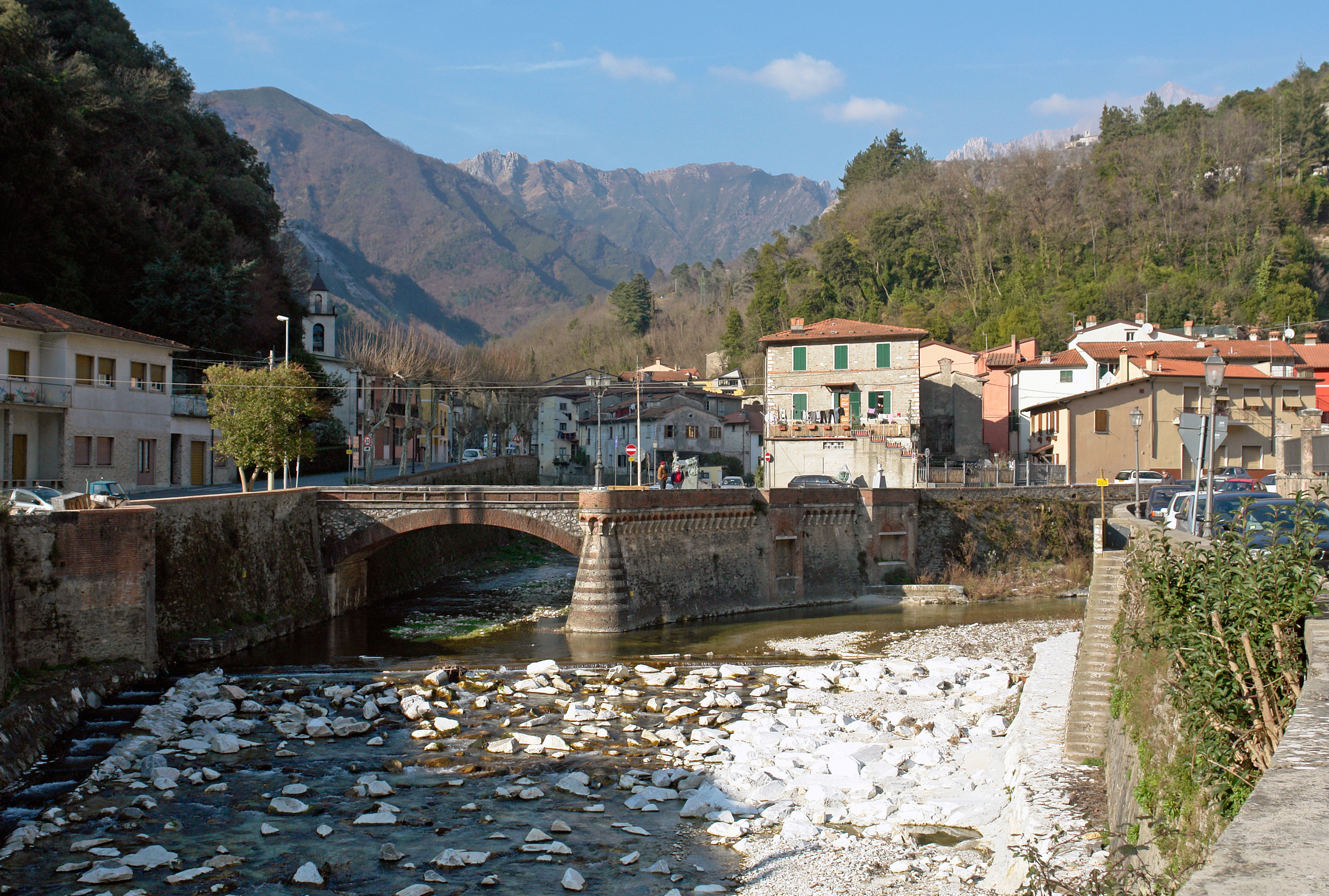
Río Versilia.

Seravezza es una localidad italiana de la provincia de Lucca al límite con Massa-Carrara en la región de Toscana al norte de Italia. Se encuentra próxima a Forte dei Marmi, Querceta, Stazzema y Pietrasanta en la Versilia. Reconocida como comuna desde 1515, está en los Alpes Apuanos, famosos por sus canteras de mármol blanco, cuenta con 12.575 habitantes. 
De la confluencia de los arroyos Sera y Vezza nace el río Versilia.
Alberga la Villa Medicea di Seravezza, una de las villas mediceas que fuera residencia veraniega de la familia Médici y que el 23 de junio de 2013, en la XXXVII Sesión del Comité para el Patrimonio de la Humanidad, reunida en Phnom Penh, fue inscrita en la Lista del Patrimonio de la Humanidad con el nombre de «Villas y jardines Médici en Toscana». Desde 1966 transformada en Museo del Lavoro e delle Tradizioni Popolari della Versilia Storica y sede de exposiciones de arte contemporáneo.
Cercana a la ciudad se encuentran las canteras de mármol que dan fama a toda la zona: Massa y Carrara.
Otros sitios de interés son la Iglesia de San Lorenzo y el Oratorio dell Santissima Annunziata.
Entre las personalidades nacidas en Seravezza se cuentan el acto Renato Salvatori, el director de orquesta Enzo Ceragioli y el escritor Ciro Giannini.

## Evolución demográfica
| Gráfica de evolución demográfica de Seravezza entre 1861 y 2001 |
|                                                                 |
| Fuente ISTAT - elaboración gráfica de Wikipedia                 |

## Hermanamientos
- Calatorao, España